# Vlatko Marković
Vlatko Marković (Bugojno, 1º gennaio 1937 – Zagabria, 23 settembre 2013) è stato un dirigente sportivo, allenatore di calcio e calciatore jugoslavo, di ruolo difensore.
Nel 1994 divenne vice-presidente della Federazione calcistica della Croazia, mentre nel 1998 venne eletto presidente, carica che mantenne fino al ritiro del 2012.

## Carriera

### Giocatore

#### Nazionale
Il suo debutto con la nazionale jugoslava risale al 17 maggio 1961 nella partita contro l'Ungheria giocata a Belgrado. La sua ultima partita con la nazionale risale al 30 settembre 1962 contro la Germania a Zagabria.
Indossò la maglia della nazionale per un totale di sedici partite, di cui disputò tutte e sei le partite del Mondiale di Cile 1962.

### Allenatore

#### Nazionale
Sostituì Stanko Poklepović come ct della Croazia, carica che mantenne dal 29 aprile 1993 fino al 28 febbraio 1994. 
Guidò la Croazia per una sola partita, nella vittoria interna del 25 giugno 1993 contro l'Nazionale di calcio dell'Ucraina in amichevole.

## Statistiche

### Cronologia presenze e reti in nazionale
| Cronologia completa delle presenze e delle reti in nazionale ― Jugoslavia | Cronologia completa delle presenze e delle reti in nazionale ― Jugoslavia | Cronologia completa delle presenze e delle reti in nazionale ― Jugoslavia | Cronologia completa delle presenze e delle reti in nazionale ― Jugoslavia | Cronologia completa delle presenze e delle reti in nazionale ― Jugoslavia | Cronologia completa delle presenze e delle reti in nazionale ― Jugoslavia | Cronologia completa delle presenze e delle reti in nazionale ― Jugoslavia | Cronologia completa delle presenze e delle reti in nazionale ― Jugoslavia |
| Data                                                                      | Città                                                                     | In casa                                                                   | Risultato                                                                 | Ospiti                                                                    | Competizione                                                              | Reti                                                                      | Note                                                                      |
| ------------------------------------------------------------------------- | ------------------------------------------------------------------------- | ------------------------------------------------------------------------- | ------------------------------------------------------------------------- | ------------------------------------------------------------------------- | ------------------------------------------------------------------------- | ------------------------------------------------------------------------- | ------------------------------------------------------------------------- |
| 7-5-1961                                                                  | Belgrado                                                                  | Jugoslavia                                                                | 2 – 4                                                                     | Ungheria                                                                  | Amichevole                                                                | -                                                                         | 26’                                                                       |
| 18-6-1961                                                                 | Belgrado                                                                  | Jugoslavia                                                                | 3 – 2                                                                     | Marocco                                                                   | Amichevole                                                                | -                                                                         |                                                                           |
| 25-6-1961                                                                 | Chorzów                                                                   | Polonia                                                                   | 1 – 1                                                                     | Jugoslavia                                                                | Qual. Mondiali 1962                                                       | -                                                                         |                                                                           |
| 19-11-1961                                                                | Zagabria                                                                  | Jugoslavia                                                                | 2 – 1                                                                     | Austria                                                                   | Amichevole                                                                | -                                                                         |                                                                           |
| 29-11-1961                                                                | Tokyo                                                                     | Giappone                                                                  | 0 – 1                                                                     | Jugoslavia                                                                | Amichevole                                                                | -                                                                         | 46’                                                                       |
| 7-12-1961                                                                 | Giacarta                                                                  | Indonesia                                                                 | 1 – 5                                                                     | Jugoslavia                                                                | Amichevole                                                                | -                                                                         |                                                                           |
| 16-5-1962                                                                 | Belgrado                                                                  | Jugoslavia                                                                | 3 – 1                                                                     | Germania Est                                                              | Amichevole                                                                | -                                                                         |                                                                           |
| 31-5-1962                                                                 | Arica                                                                     | Jugoslavia                                                                | 0 – 2                                                                     | Unione Sovietica                                                          | Mondiali 1962 - 1º turno                                                  | -                                                                         |                                                                           |
| 2-6-1962                                                                  | Arica                                                                     | Jugoslavia                                                                | 3 – 1                                                                     | Uruguay                                                                   | Mondiali 1962 - 1º turno                                                  | -                                                                         |                                                                           |
| 7-6-1962                                                                  | Arica                                                                     | Jugoslavia                                                                | 5 – 0                                                                     | Colombia                                                                  | Mondiali 1962 - 1º turno                                                  | -                                                                         |                                                                           |
| 10-6-1962                                                                 | Santiago del Cile                                                         | Jugoslavia                                                                | 1 – 0                                                                     | Germania Ovest                                                            | Mondiali 1962 - Quarti di finale                                          | -                                                                         |                                                                           |
| 13-6-1962                                                                 | Viña del Mar                                                              | Jugoslavia                                                                | 1 – 3                                                                     | Cecoslovacchia                                                            | Mondiali 1962 - Semifinale                                                | -                                                                         |                                                                           |
| 16-6-1962                                                                 | Santiago del Cile                                                         | Cile                                                                      | 1 – 0                                                                     | Jugoslavia                                                                | Mondiali 1962 - Finale 3º posto                                           | -                                                                         |                                                                           |
| 16-9-1962                                                                 | Lipsia                                                                    | Germania Est                                                              | 2 – 2                                                                     | Jugoslavia                                                                | Amichevole                                                                | -                                                                         |                                                                           |
| 19-9-1962                                                                 | Belgrado                                                                  | Jugoslavia                                                                | 5 – 2                                                                     | Etiopia                                                                   | Amichevole                                                                | -                                                                         | 75’                                                                       |
| 30-9-1962                                                                 | Zagabria                                                                  | Jugoslavia                                                                | 2 – 3                                                                     | Germania Ovest                                                            | Amichevole                                                                | -                                                                         |                                                                           |
| Totale                                                                    |                                                                           | Presenze                                                                  | 16                                                                        |                                                                           | Reti                                                                      | 0                                                                         |                                                                           |

### Statistiche da allenatore

#### Panchine da commissario tecnico della nazionale croata
| Cronologia completa delle presenze e delle reti in nazionale ― Croazia | Cronologia completa delle presenze e delle reti in nazionale ― Croazia | Cronologia completa delle presenze e delle reti in nazionale ― Croazia | Cronologia completa delle presenze e delle reti in nazionale ― Croazia | Cronologia completa delle presenze e delle reti in nazionale ― Croazia | Cronologia completa delle presenze e delle reti in nazionale ― Croazia | Cronologia completa delle presenze e delle reti in nazionale ― Croazia | Cronologia completa delle presenze e delle reti in nazionale ― Croazia |
| Data                                                                   | Città                                                                  | In casa                                                                | Risultato                                                              | Ospiti                                                                 | Competizione                                                           | Reti                                                                   | Note                                                                   |
| ---------------------------------------------------------------------- | ---------------------------------------------------------------------- | ---------------------------------------------------------------------- | ---------------------------------------------------------------------- | ---------------------------------------------------------------------- | ---------------------------------------------------------------------- | ---------------------------------------------------------------------- | ---------------------------------------------------------------------- |
| 25-6-1993                                                              | Zagabria                                                               | Croazia                                                                | 3 – 1                                                                  | Ucraina                                                                | Amichevole                                                             | Davor Šuker Željko Adžić Miroslav Bičanić                              | Cap:Z. Boban                                                           |
| Totale                                                                 |                                                                        | Presenze                                                               | 1                                                                      |                                                                        | Reti                                                                   | 3                                                                      |                                                                        |

## Palmarès

### Giocatore

#### Competizioni nazionali
- Coppa di Jugoslavia: 2

Dinamo Zagabria: 1960, 1963

### Allenatore

#### Competizioni nazionali
- 2. Savezna liga: 1

NK Zagabria: 1972-1973 (girone ovest)
- Coppa di Jugoslavia: 1

Dinamo Zagabria: 1980